# Macaca assamensis
Macaco-de-assam (Macaca assamensis) é uma espécie do gênero Macaca, da família dos macacos do velho mundo nativa do Sul da Ásia e do sudeste asiático. Desde 2008, a espécie aparece listada como espécie quase ameaçada pela IUCN, tendo em vista que tem experimentado significantes declínios populacionais devido à caça e à degradação e fragmentação de seu habitat.

## Características
O macaco assamensis exibe uma pelugem que varia de cinza-amarelado a marrom escuro e a pele em sua face varia de marrom escuro a uma cor com tom arroxeado. Em sua cabeça, uma franja escura desponta das bochechas em direção à parte de trás das orelhas. Os pelos na coroa são partidos ao meio. Os ombros, cabeça e braços tendem a ser mais pálidos do que o traseiro, que é acinzentado. A cauda é peluda e curta. Os indivíduos desta espécie medem de 51 a 73.5 cm sem contar a cauda, que pode medir de 15 a 30 cm. O peso de um indivíduo adulto pode chegar a 10 kg.

## Distribuição e habitat

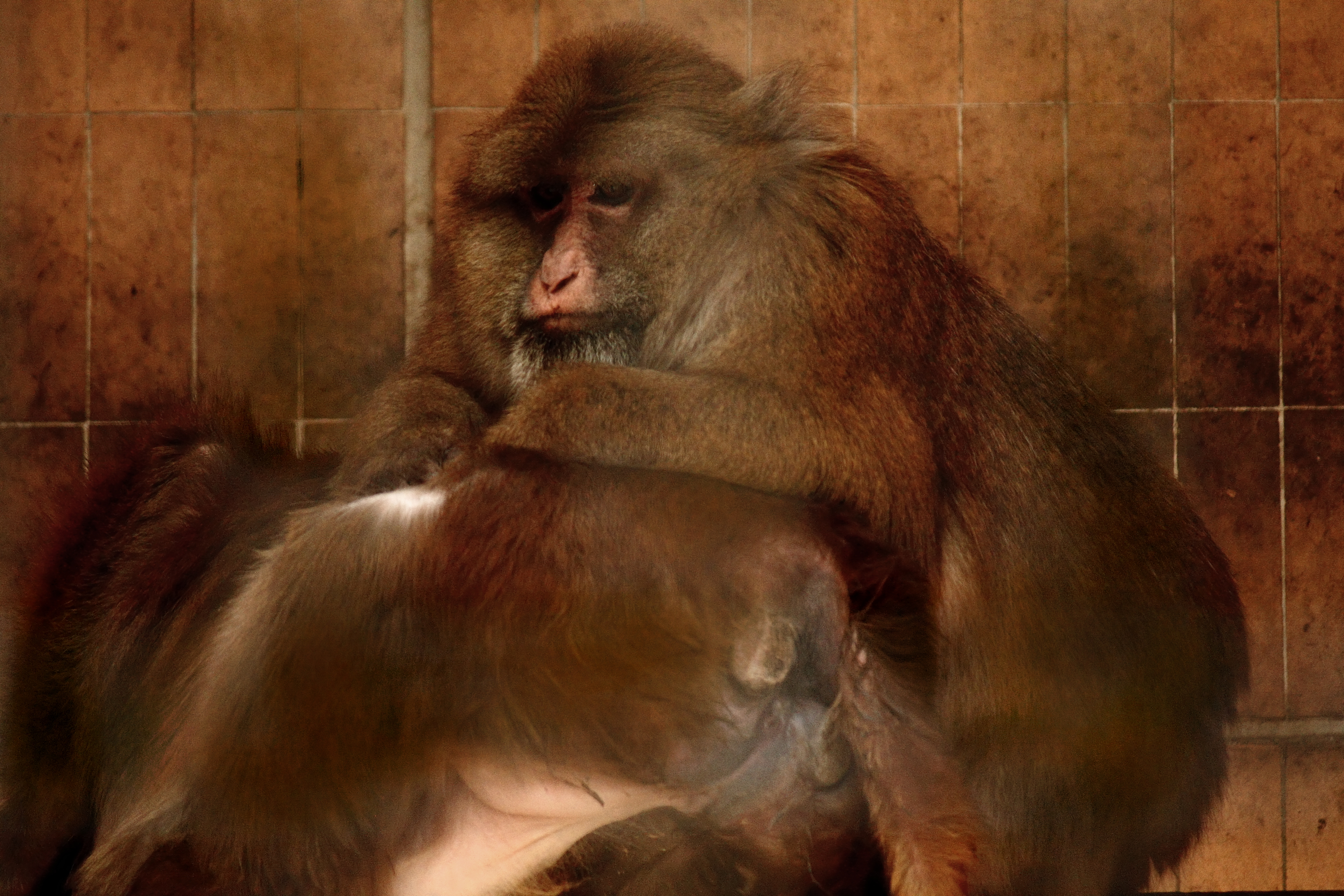
Macacos assamensis em Zoológio de Xangai, China

A população de Macaca assamensis é endêmica do Nepal e distribui-se na região na forma de duas subespécies.
- A subespécie M. a. assamensis pode ser encontrada no Butão, Arunachal Pradesh, Assam, Manipur, Meghalaya, Mizoram, Nagaland, Sikkim, e Tripura no nordeste da Índia. Distribui-se pelo norte e sudeste de Myanmar, atravessando a fronteira com a Tailândia e chegando a Chongkrong e ao rio Mekong, no Camboja. Encontra-se também nas províncias de Guangxi, Guizhou, Tibete e Yunnan no sudoeste da China, em Thateng no norte do Laos e em Hoi Xuan no norte do Vietnã;
- A subespécie M. a. pelops é encontrada da parte central do Nepal, atravessando Uttar Pradesh, Sikkim, Assam e Bengala Ocidental no norte da Índia, até Butão central e o mangue de Sundarbans, no Bangladesh.

Durante pesquisas conduzidas em 1976, 1978 e 1984 no Nepal, macacos assamensis foram encontrados irregularmente distribuídos ao longo de rios em florestas tropicais e subtropicais em altitudes variando de 200 a 1800 m. Aparentemente, não são encontrados em áreas a oeste do Rio Gandaki. Na Índia, vivem em florestas tropicais e subtropicais, decíduas e montanhosas - do nível do mar a altitudes de 4000 m. Normalmente habitam colinas acima de 1000 m, mas no leste, que é mais úmido, podem ser avistados em planícies e outras áreas que beiram os 1000 m. No Laos e no Vietnã, preferem a altitude, normalmente acima de 500 m. Nas florestas em carstes de calcário são encontrados em elevações bem menores.

## Ecologia e comportamento
Os indivíduos desta espécie são diurnos e por vezes tanto arbóreos como terrestres. São onívoros e alimentam-se de frutas, folhas, invertebrados e cereais.
No Parque Nacional Namdapha, em Arunachal Pradesh, foram registrados, em 2002, 15 grupos contendo 209 indivíduos, resultando numa densidade populacional de 1,11 indivíduo por km2 e uma média de 13,93 indivíduos por grupo.
Durante uma pesquisa no Parque Nacional Langtang do Nepal, em 2007, um total de 213 indivíduos foram encontrados dispersos em 9 grupos numa área cobrindo 113 km2. Os grupos variavam entre 13 e 35 membros, com uma média de 23,66 membros, sendo 31% fêmeas adultas, 16% machos adultos e seus filhotes de várias idades. Neste caso, preferiam grãos de milho, seguido de batatas. Também invadiam campos de trigo, trigo sarraceno, e milhete.

## Ameaças
Ameaças a esta espécie incluem desflorestamento seletivo, diversas formas de atividades antropogênicas, espécies invasoras, caça e armadilhas com fins de captura para esporte, medicina, comida e venda. Além disso, hibridização com espécies adjacentes tornou-se uma ameaça a certas populações.

## Conservação
Macaca assamensis está listado no Apêndice II do CITES. Está legalmente protegido em todos os países onde se encontra a espécie. Para as populações da Índia, a espécie encontra-se listada sob o Schedule II, parte I do Indian Wildlife Act.